# Ca$hman
Bei der Fernsehshow Ca$hman (engl. „Geldmann“) handelt es sich um eine Spielshow des Senders RTL 2, die sich im deutschen Fernsehen nicht etablieren konnte.

## Konzept
Auf offener Straße wurden Passanten vom sogenannten Cashman gefragt, ob sie für Geld eine Aufgabe erledigen würden. Diese Aufgaben bestanden beispielsweise darin, mit dem Gesicht Tischtennis-Bälle aus einem Ketchup-Eimer zu angeln, einen Rolltreppenhandlauf mit der Zunge abzulecken oder Sekt aus getragenen Schuhen zu schlürfen. Für eine erfolgreich absolvierte Aufgabe bekam der Spieler einen 500-Mark-Schein.
Das Konzept der Sendung kam ursprünglich aus den Niederlanden, konnte sich in Deutschland jedoch nicht durchsetzen. Bereits nach zwei Monaten wurde die Sendung wegen schwacher Quoten wieder abgesetzt.

## Kritik
Die Frankfurter Allgemeine Zeitung sah in einer Nachbetrachtung in der Spielshow Ca$hman eine weitere Stufe des Fernsehens, den Anspruch an den guten Geschmack zu verlieren. Ca$hman wurde zudem als frühe Stufe des heutigen Ekelfernsehens in Deutschland eingeordnet.